# Robótica educacional
A Robótica Educacional, também chamada de Robótica Pedagógica, é um termo que caracteriza uma ferramenta pedagógica de aprendizagem baseada na construção de dispositivos controláveis por softwares e computadores, programados a partir de modelos multidisciplinares. A utilização da Robótica Educacional em ambientes escolares visa mobilizar o papel do estudante-professor no processo de aprendizagem. Dentre tantos objetivos estão preconizados o raciocínio lógico, a utilização de criatividade, resolução de problemas por meio de erros e acertos, desenvolver habilidades manuais, introduzir conceitos de robótica e de linguagens de programação, motivar a curiosidade, o trabalho em equipe e o desenvolvimento cognitivo dos estudantes.

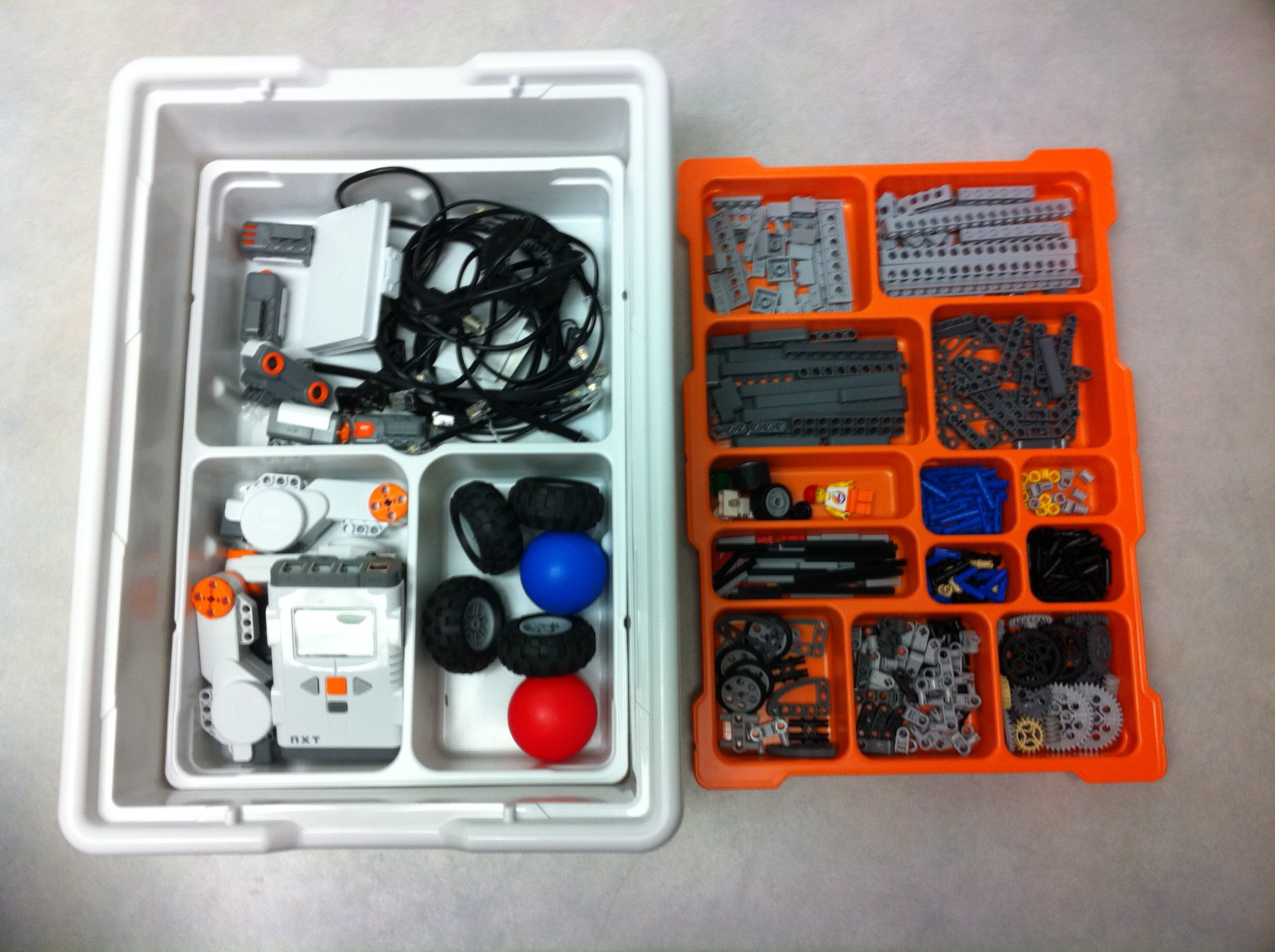
Kit de montagem de peças LEGO MINDSTORMS

A Robótica Educacional, enquanto um recurso didático tecnológico, consiste em kits de montagem compostos por diversas peças: motores, engrenagens, polias, rodas, eixos até materiais de sucata como plásticos e madeiras. Essas peças se integram a microcomputadores e softwares que permitem o controle e funcionamento do modelo montado. Levando em consideração a faixa etária dos estudantes e na praticidade do ensino, empresas como a Lego, que comercializa brinquedos baseados em sistemas de construção, ganham destaque no ramo da Robótica Educacional. Logo, a robótica na educação se fundamenta em três itens: os kits de montagem que vão modelar o dispositivo, o computador e uma linguagem de programação para operar o dispositivo.
O potencial da Robótica Educacional está em criar condições para a discussão, participação, criação e solução entre os estudantes e os professores. Esse processo pretende desenvolver cognitivamente o pensamento sistêmico e interdisciplinar nos estudantes, envolvendo disciplinas das ciências exatas e das ciências humanas na interface ser humano-máquina.

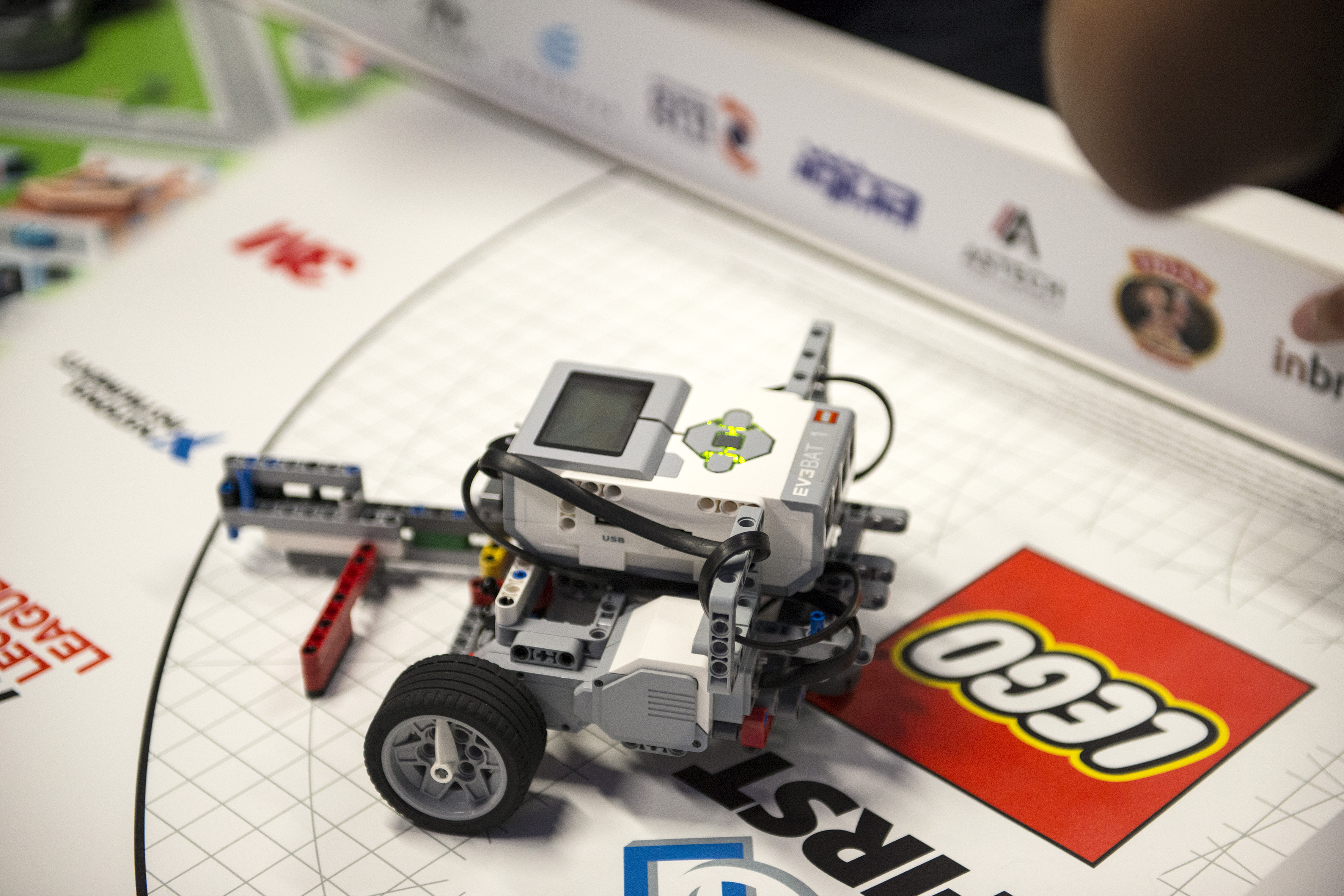
Robô educacional montado para a First Lego League (2018)

A Robótica Educacional, de um modo geral, é aplicada de três métodos diferentes nos ambientes escolares: 
- Tema curricular: a robótica educacional é aplicada de maneira disciplinar (ou interdisciplinar) de modo que seja um recurso didático para o aprendizado de conceitos de disciplinas como matemática, física, entre outros.
- Projeto: a robótica educacional é desenvolvida através do aprendizado por projetos que envolvem diferentes temáticas dos campos de saberes escolares. Apesar de ser parecida com o método citado anteriormente, ele se difere por potencializar uma aprendizagem baseada em projetos.
- Competição: a robótica educacional é aplicada visando a participação em torneios de robótica que irão propor desafios e objetivos. Esta abordagem se inclui no conceito de Olimpíadas de Conhecimento. Dentre as competições estão: em escala nacional, a Olimpíada Brasileira de Robótica (OBR) e o Torneio Juvenil de Robótica (TRJ) e, em escala internacional, a First Lego League (FLL) e a RoboCup.

## Raízes da robótica educacional

Interface gráfica da linguagem Logo criando formas a partir de triângulos retângulos.

Um dos grandes marcos da robótica educacional foi o advento da linguagem de programação Logo em 1967. É uma linguagem de programação voltada para a aprendizagem de crianças até adultos, criada a partir das pesquisas de Seymour Papert no laboratório de inteligência artificial do Instituto de Tecnologia de Massachusetts (MIT), fundado por ele próprio e por Marvin Minsky.
Seymount Papert entendia o computador não apenas como um máquina a ser operada, mas sim um dispositivo capaz de construir conhecimento através do “aprender fazendo” pela programação e pela ação reflexiva do estudante a partir de suas próprias experiências e da sua própria aprendizagem .Essa visão sobre a robótica na educação evidencia a relação das pesquisas de Papert sobre o Construcionismo com o Construtivismo de Jean Piaget, que entende que o conhecimento é construído a partir da manipulação dos objetos. Além das contribuições de Piaget, a robótica educacional também é fomentada pelas ideias do sócio-interacionismo de Lev Vygotsky, que entende que as construções do conhecimento acontecem em um espaço social, o que significa que a aprendizagem também ocorre na interação do indivíduo a partir das relações sociais com o outro.
Um dos grandes benefícios da linguagem de programação Logo é que ela foi concebida como uma linguagem acessível, ou seja, os seus usuários não precisam ter um grande conhecimento sobre o universo da programação para que pudesse utilizá-la. O manuseio do Logo se baseia no controle de uma tartaruga gráfica que irá agir de acordo com os comandos em Logo. Essa manipulação da tartaruga enquanto um objeto gráfico é um ponto importante tanto na parte lúdica quanto no processo de aprendizagem, visto que os comandos do aluno são interpretados e exibidos em tela. O controle dos movimentos da tartaruga gráfica até chegar a um determinado resultado significa que o aluno está construindo um algoritmo a partir de uma lógica.
Como a linguagem surgiu em 1967, os dispositivos gráficos para o controle dos dispositivos robóticos ainda não eram tão comuns, visto que a popularização de computadores pessoais não era a mesma que nos dias de hoje. Por exemplo, o primeiro computador pessoal a receber a linguagem Logo foi o Apple II, na virada para a década de 1980, com as aplicações Apple Logo, Logo Computer Systems, Terrapin Logo e Krell Logo.
Levando em consideração a popularização da linguagem Logo enquanto recurso didático e a possibilidade de construção de dispositivos automatizados, a empresa de brinquedos de montagem Lego estabeleceu uma parceria com com o MIT para desenvolver o sistema LEGO-Logo: um conjunto de peças LEGO para a construção de dispositivos a partir de uma interface eletrônica baseada na linguagem de programação Logo. Agora, para além do controle da tartaruga gráfica (controle dos movimentos), é possível controlar a forma do dispositivo a partir de diferentes peças. Com o passar do tempo e o desenvolvimento da tecnologia, os dispositivos também deixaram de ser limitados por fios que os ligavam nos computadores para sensores e comunicação em infravermelho ou Bluetooth, por exemplo.
Além do Lego, outros materiais para a montagem também foram fundamentais para as pesquisas e para o mercado educacional para a educação básica: Fischertechnik, K’Nex, Tetrix, Programmable Cricket (ou PicoCrickets), entre outros. Algumas plataformas de aprendizagem para programação se destacam na aplicação da linguagem de programação Logo, como o MegaLogo, o MicroMundos e o Superlogo, sendo este último desenvolvido pelo Núcleo de Informática Aplicada à Educação (NIED) da UNICAMP, em São Paulo.

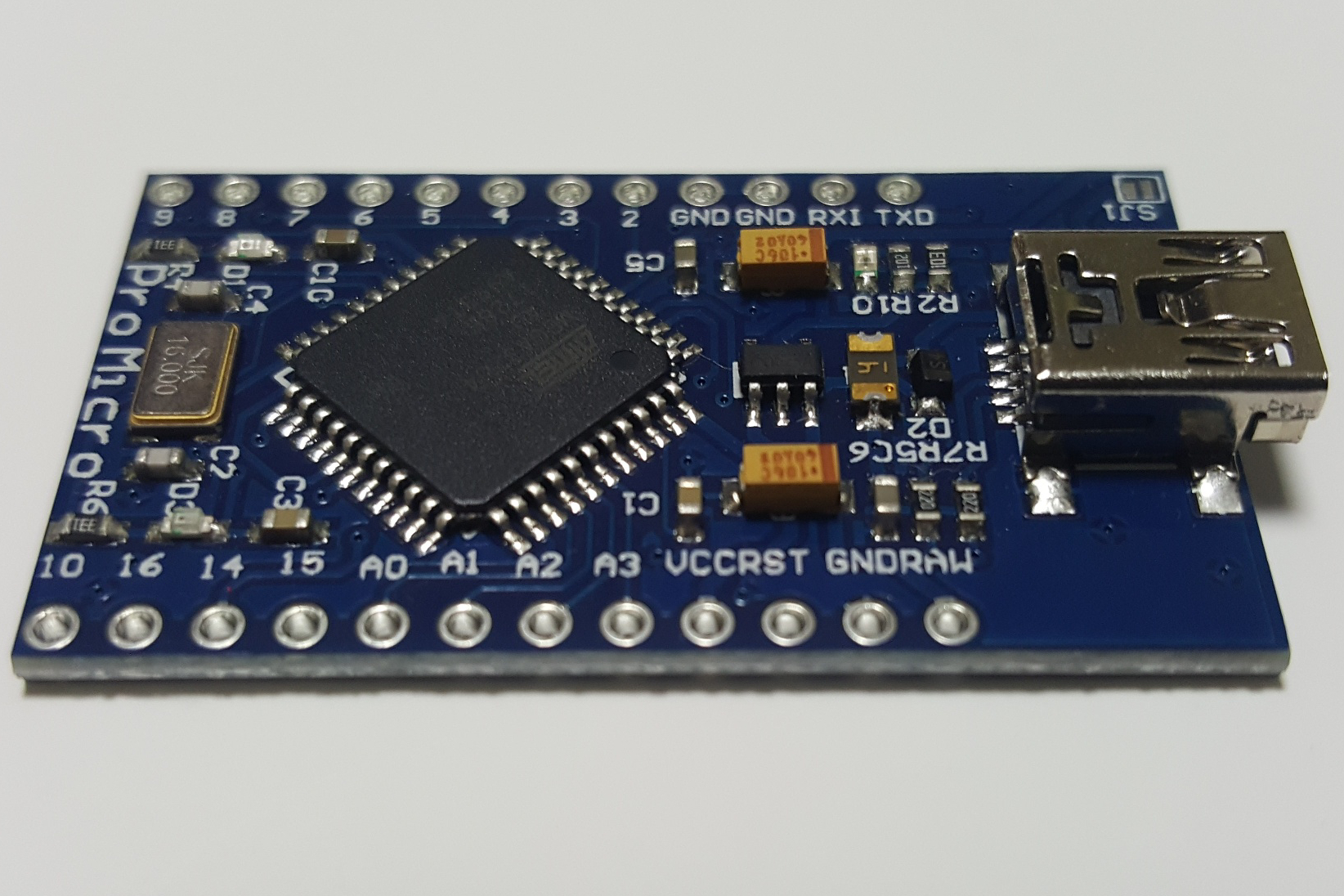
Placa Arduino

No contexto da robótica na educação, o lançamento das placas de Arduino a partir de 2005 foi um facilitador para a montagem e o ensino através de dispositivos robóticos. O Arduino foi concebido para auxiliar em projetos voltados para a eletrônica e a programação como algo que não tivesse altos custos e ajudasse na prototipagem desses mesmos projetos. A grande facilidade do Arduino é que ele foi criado na ideia de Hardware livre, o que significa que é possível comprar os componentes e montar o seu próprio Arduino. Para além da programação em Logo, a programação de kits de montagem também se baseia na linguagem nativa do Arduino, geralmente através da linguagem C++.

## A Robótica Educacional no ensino e no trabalho do professor
A aplicação da Robótica Educacional nas salas de aula permite que o estudante desenvolva habilidades de pesquisa, criticidade, resolução de problemas e desenvolvimento de raciocínio lógico. Os conceitos de diversas disciplinas são aplicados de modo prático, incentivando o estudante a aplicar etapas do método científico como observação, abstração, construção de hipóteses, interpretação, testes e conclusões para que seu dispositivo funcione. Essa perspectiva de métodos científicos substitui o ensino tradicional baseado na aquisição de conhecimentos factuais. Além disso, a aplicação desta tecnologia contribui também para o desenvolvimento interpessoal dos estudantes, visto que habilidades como altruísmo, criatividade, liderança e comunicação são comumente desenvolvidas no processo de aprendizado.
O papel do professor também é modificado nesse novo ambiente de aprendizagem. O professor deixa de ser o principal transmissor do conhecimento e assume um papel de facilitador e mediador da aprendizagem do estudante. A Robótica Educacional é uma proposta educacional baseada na experimentação e na tentativa-erro que fundamenta novas bases para uma relação horizontal entre professor e aluno.

## A Robótica Educacional Decolonial
O pensamento Decolonial busca entender os poderes político, econômico e social a partir de uma retrospectiva histórica e se desprender dos efeitos do colonialismo que perduram até os dias de hoje, moldando a forma em que é compreendido a cultura e o trabalho. Ela também leva em consideração a evolução do pensamento humano com o passar dos anos, procurando entender o mundo além da perspectiva ocidental trazendo discussões antropológicas e históricas sem desprezá-las.
A Robótica Educacional Decolonial é um ramo da Tecnologia Decolonial e da Inteligência Artificial Decolonial, praticado em vários lugares do mundo. Essa metodologia se fundamenta em teorias e práticas pedagógicas como a Pedagogia do Oprimido e os métodos Montessori, visando ensinar robótica a partir da cultura local, para pluralizar e diversificar os conhecimentos tecnológicos.
Alguns desses aprendizados estão baseados em pesquisas no âmbito do Algoritmo Colonial e da Opressão Algorítmica. O Algoritmo Colonial consiste em sistemas de conhecimento e desenvolvimento baseados em valores passados e que continuam sendo perpetuados na educação e na tecnologia. As pesquisas que estudam a Opressão Algorítmica dizem respeito a padrões de discriminação contra grupos sociais em softwares e plataformas digitais por meio de sistemas automatizados, bases de dados e agentes artificiais que podem atuar arbitrariamente. Portanto, a implementação da Robótica Educacional Decolonial nas escolas abre espaço para interdisciplinaridade, integrando matérias como sociologia, filosofia e história, além de preparar possíveis profissionais na área de Robótica e IA possuindo pensamento crítico a respeito de algoritmos coloniais e opressores.

## Panorama da robótica no Brasil
Nos parâmetros curriculares brasileiros para a educação básica não existem alicerces para a introdução da robótica como recurso didático. Diante disso, a introdução da robótica educacional, na maioria das vezes, não está atrelada às aulas regulares ministradas na escola, mas sim fora do horário de aula e de acordo com o espaço e materiais disponíveis providenciados pela própria escola. Dentre os obstáculos para a aplicação da robótica no currículo escolar estão: o conflito de tempo entre as atividades de robótica e as aulas tradicionais da escola, o custo do equipamento e a própria formação do professor, tanto para articular a teoria com a prática tecnológica quanto para operar os equipamentos.
Apesar da tecnologia ser algo comum no cotidiano na sociedade, a robótica educacional não é algo muito popular no ramo de ensino no Brasil devido a um reforço da prática pedagógica tradicional. Sendo pouco presente nas redes particulares de ensino, onde geralmente é oferecida como atividade opcional com um custo adicional aplicado nas mensalidades. Já na rede pública de ensino, ela é minimamente aplicada em um panorama geral, ocorrendo apenas em casos isolados ao longo do país. Apesar da utilização da Robótica Educacional não ser muito difundida nas escolas, o Brasil possui um Programa Nacional de Tecnologia, criado pelo Ministério da Educação em 1997, destinado a estudantes e professores da rede pública de ensino para alavancar a tecnologia como ferramenta pedagógica no ensino fundamental e médio.

## Projetos premiados
- “Robótica com Sucata, promovendo a sustentabilidade” (SP) - Projeto coordenado pela professora Débora Garofalo, que recebeu o prêmio Professores do Brasil, em 2018, por ensinar alunos a utilizar o lixo coletado nas ruas para transformar em soluções para problemas da comunidade. [19]